# 2009 în științifico-fantastic
- 2008 în științifico-fantastic — 2009 în științifico-fantastic — 2010 în științifico-fantastic

2009 în științifico-fantastic implică o serie de evenimente:

## Decese
- 30 ianuarie : Lino Aldani, scriitor italian, decedat la  82 de ani.
- 25 februarie : Philip José Farmer, scriitor american, decedat la 91 de ani.
- 9 martie : André Caroff, scriitor  francez, decedat la 85 de ani.
- 19 aprilie : J. G. Ballard, scriitor britanic, decedat la 78 de ani.
- 29 noiembrie : Robert Holdstock, scriitor britanic, decedat la 61 de ani.

## Cărți

### Romane
- 1Q84  de Haruki Murakami
- Another de Yukito Ayatsuji
- Chronic City de Jonathan Lethem
- Fata modificată de Paolo Bacigalupi
- Sub Dom de Stephen King
- The Winds of Dune de Brian Herbert și Kevin J. Anderson

- Abyss is novel de Troy Denning
- And Another Thing... de Douglas Adams
- Ark de Stephen Baxter
- The Ask and the Answer de Patrick Ness
- Black and White de Jackie Kessler și Caitlin Kittredge
- Boneshaker de Cherie Priest
- The Carbon Diaries: 2015 de Saci Lloyd
- The Caryatids de Bruce Sterling
- Catching Fire de Suzanne Collins
- Chronic City de Jonathan Lethem
- Death Troopers de Joe Schreiber
- Flinx Transcendent de Alan Dean Foster
- Frozen in Time de Ali Sparkes
- Gardens of the Sun de Paul J. McAuley
- The Golden City de John Twelve Hawks
- Hidden Empire de Orson Scott Card
- The Honour of the Knights de Stephen J Sweene
- The Lost Fleet: Relentless de Jack Campbell
- Norse Code de Greg van Eekhout
- Orbus de Neal Asher
- Patterns of Force de Michael Reaves
- Red Claw de Philip Palmer
- Red Planet Noir de D. B. Grady
- Shades of Grey de Jasper Fforde
- The Temporal Void de Peter F. Hamilton
- Time Travelers Never Die de Jack McDevitt
- The Year of the Flood de Margaret Atwood

## Filme
| Titlu                                              | Regizor                      | Distribuție                                                                                    | Țara                                                       | Sub-Gen /Note                     |
| -------------------------------------------------- | ---------------------------- | ---------------------------------------------------------------------------------------------- | ---------------------------------------------------------- | --------------------------------- |
| 2012                                               | Roland Emmerich              | John Cusack, Amanda Peet, Danny Glover, Woody Harrelson                                        | Statele Unite ale Americii                                 | Dezastru                          |
| 9                                                  | Shane Acker                  |                                                                                                | Statele Unite ale Americii                                 | Animație                          |
| Alien Trespass                                     | R. W. Goodwin                | Eric McCormack, Jenni Baird, Robert Patrick, Jody Thompson, Dan Lauria                         | Statele Unite ale Americii                                 | Comedie                           |
| Astroboy                                           | David Bowers                 | Nicolas Cage, Donald Sutherland, Freddie Highmore                                              | Hong Kong · Japonia · Statele Unite ale Americii           | Animated                          |
| Avatar                                             | James Cameron                | Sam Worthington, Zoe Saldana, Sigourney Weaver, Stephen Lang                                   | Statele Unite ale Americii                                 | Acțiune, Aventură                 |
| Battle for Terra                                   | Keith Calder                 | Brian Cox, James Garner, Evan Rachel Wood                                                      | Statele Unite ale Americii                                 | Animated Acțiune                  |
| The Box                                            | Richard Kelly                | Cameron Diaz, James Marsden, Frank Langella                                                    | Statele Unite ale Americii                                 | Psihologic Groază                 |
| Cargo                                              | Ivan Engler, Ralph Etter     | Anna-Katharina Schwabroh, Martin Rapold, Michael Finger, Claude-Oliver Rudolph, Yangzom Brauen | Elveția                                                    | Mister Thriller                   |
| District 9                                         | Neill Blomkamp               | Jason Cope, Robert Hobbs, Sharlto Copley                                                       | Statele Unite ale Americii · Noua Zeelandă · Africa de Sud | Thriller                          |
| Gamer                                              | Mark Neveldine, Brian Taylor | Gerard Butler, Michael C. Hall                                                                 | Statele Unite ale Americii                                 | Thriller                          |
| G.I. Joe: The Rise of Cobra                        | Stephen Sommers              | Dennis Quaid, Channing Tatum, Joseph Gordon-Levitt, Marlon Wayans                              | Statele Unite ale Americii                                 | Acțiune                           |
| Kenny Begins                                       | Carl Åstrand, Mats Lindberg  | Johan Rheborg, Bill Skarsgård                                                                  | Suedia                                                     | Comedie                           |
| Knowing                                            | Alex Proyas                  | Nicolas Cage, Rose Byrne, Chandler Canterbury                                                  | Statele Unite ale Americii                                 | Dezastru Thriller                 |
| Land of the Lost                                   | Brad Silberling              | Will Ferrell, Anna Friel, Danny McBride                                                        | Statele Unite ale Americii                                 | Comedie                           |
| Metropia                                           | Tarik Saleh                  | Vincent Gallo, Juliette Lewis, Udo Kier, Stellan Skarsgård, Alexander Skarsgård                | Suedia                                                     | Animație                          |
| Mock-Up on Mu                                      | Craig Baldwin                | Stoney Burke, Jeri Lynn Cohen, David Cox, Ed Holmes, Damon Packard                             | Statele Unite ale Americii                                 | Comedie                           |
| Film cu monștris vs. Aliens                        | Conrad Vernon, Rob Letterman | Reese Witherspoon, Hugh Laurie, Kiefer Sutherland, Stephen Colbert                             | Statele Unite ale Americii                                 | Animated Comedie                  |
| Moon                                               | Duncan Jones                 | Sam Rockwell, Kevin Spacey                                                                     | Regatul Unit al Marii Britanii și al Irlandei de Nord      | Dramatic                          |
| Mr.Nobody                                          | Jaco Van Dormael             | Jared Leto, Diane Kruger, Linh Dan Pham, Sarah Polley, Natasha Little, Rhys Ifans, Daniel Mays | Belgia                                                     | Dramatic Fantastic Romance        |
| Pandorum                                           | Christian Alvart             | Dennis Quaid, Ben Foster, Cam Gigandet                                                         | Statele Unite ale Americii · Germania                      | Acțiune Thriller                  |
| Planet 51                                          | Jorge Blanco                 |                                                                                                | Spania · Statele Unite ale Americii                        | Animație                          |
| Frequently Asked Questions About Călătorie în timp | Gareth Carrivick             | Chris O'Dowd, Marc Wootton, Dean Lennox Kelly, Anna Faris, Meredith MacNeill                   | Regatul Unit al Marii Britanii și al Irlandei de Nord      | Comedie                           |
| Push                                               | Paul McGuigan                | Chris Evans, Dakota Fanning, Camilla Belle, Djimon Hounsou                                     | Statele Unite ale Americii · Hong Kong                     | Acțiune Thriller                  |
| Race to Witch Mountain                             | Andy Fickman                 | Dwayne Johnson, Carla Gugino, AnnaSophia Robb                                                  | Statele Unite ale Americii                                 | Aventură                          |
| Redline                                            | Takeshi Koike                | Takuya Kimura, Yū Aoi, Tadanobu Asano                                                          | Japonia                                                    | Anime                             |
| The Road                                           | John Hillcoat                | Viggo Mortensen, Kodi Smit-McPhee                                                              | Statele Unite ale Americii                                 | Post-apocaliptic Dramatic         |
| Robo-geisha                                        | Noboru Iguchi                |                                                                                                | Japonia                                                    | Acțiune                           |
| Splice                                             | Vincenzo Natali              | Adrien Brody, Sarah Polley, David Hewlett                                                      | Canada · Statele Unite ale Americii                        | Groază                            |
| Star Trek                                          | J. J. Abrams                 | Chris Pine, Zachary Quinto, Eric Bana, Karl Urban, Simon Pegg, Zoe Saldana                     | Statele Unite ale Americii                                 | Acțiune Aventură                  |
| Stingray Sam                                       | Cory McAbee                  | Cory McAbee, Joshua Taylor                                                                     | Statele Unite ale Americii                                 | Musical western Comedie           |
| Surrogates                                         | Jonathan Mostow              | Bruce Willis, Radha Mitchell                                                                   | Statele Unite ale Americii                                 | Acțiune                           |
| Terminator Salvation                               | McG                          | Christian Bale, Sam Worthington                                                                | Statele Unite ale Americii                                 | Acțiune                           |
| Tetsuo: The Bullet Man                             | Shinya Tsukamoto             | Eric Bossick, Akiko Monō, Shinya Tsukamoto                                                     | Japonia                                                    | Acțiune cyberpunk                 |
| The Călătorie în timper's Wife                     | Robert Schwentke             | Eric Bana, Rachel McAdams                                                                      | Statele Unite ale Americii                                 | Călătorie în timp Mister Dramatic |
| Transformers: Revenge of the Fallen                | Michael Bay                  | Shia LaBeouf, Megan Fox, Josh Duhamel, Tyrese Gibson, John Turturro                            | Statele Unite ale Americii                                 | Acțiune Thriller                  |
| Watchmen                                           | Zack Snyder                  | Jackie Earle Haley, Patrick Wilson, Malin Åkerman, Billy Crudup, Matthew Goode                 | Statele Unite ale Americii                                 | Film cu supereroi                 |
|                                                    |                              |                                                                                                |                                                            |                                   |

## Premii
Premiul Saturn
- Cel mai bun film SF:  Avatar

Premiul Nebula pentru cel mai bun roman
- Fata modificată de Paolo Bacigalupi

Premiul Hugo pentru cel mai bun roman
- Cartea cimitirului de Neil Gaiman